# تايب 054A (فئة فرقاطة)
الفرقاطة تايب 054A (تعريف الناتو: جينجكاي 2  Jiangkai II) هي فئة من الفرقاطات الصينية متعددة المهام، والتي دخلت لأول مرة بالخدمة في قوات السطح ببحرية جيش التحرير الشعبي في عام 2007. ومن المقرر أن تضم هذه الفئة ما يزيد عن 27 سفينة. وحتى 2017 كانت هناك 25 سفينة منها بالخدمة، علاوة على سفينتين تحت الإنشاء. وهذه الفرقاطات هي تطوير من الفئة 054، وذلك باستخدام نفس البدن ولكن مع أجهزة استشعار محسنة وأسلحة مطورة. 
وتم الكشف عن هذه الفئة " Type 054A" لأول مرة أثناء الإنشاء في حوض بناء السفن Huangpu Shipyard عام 2005.

## التحسينات على نوع 054
تحمل فرقاطات 054A صواريخ الدفاع الجوي متوسطة المدى HQ-16 ومختلف الصواريخ المضادة للغواصات في نظام الإطلاق العمودي VLS. وتوفر الصواريخ HQ-16 الدفاع الجوي عن منطقة Area Air Defence من كل زوايا الاشتباك وبمدي يصل إلى 50 كم، ويعد هذا تحسيناً كبيراً على صواريخ HQ-7 المحمولة على تايب 054 وهي صواريخ لها مدى أدنى وزوايا اشتباك محدودة نسبياً. وتختلف  صواريخ HQ-16 عن صواريخ  HQ-9 VLS المحمولة على المدمرة  تايب 052C والتي تعتمد إسلوب الإطلاق البارد. أما صواريخ  HQ-16 والتي تعتمد طريقة الإطلاق الساخن بدلاً من ذلك، وبنفس مبدأ تصميم النظام الأمريكي Mk 41 VLS يتم وضع نظام العادم المشترك بين صفين من أنابيب إطلاق مستطيلة. نظام الإطلاق العمودي VLS قادر أيضاً على اطلاق صواريخ مضادة للغواصات.
تم استبدال 4 أنظمة أسلحة قتال قريب CIWS من النوع أيه كي-630 AK-630 بسطح فرقاطات تايب 054 بنظامين إثنين فقط من النوع Type 730 CIWS على سطح فرقاطات تايب 054A. ويوفر Type 730 CIWS المستقل وقت رد فعل محسن ضد التهديدات القريبة Close-in threats.
كما تم استبدال المدفع الرئيسي 100 ملم والمزودة به فرقاطات الفئة السابقة تايب 054 بالمدفع H/PJ26 الشبحي عيار 76 ملم المزدوج الغرض، وهو التطوير الصيني للمدفع الروسي AK-176. وتبني الاعتماد على مدفع من عيار أصغر يُعد نتيجة مباشرة للحاجة إلى ارتفاع معدل إطلاق النار في الدفاع الجوي، بما في ذلك أيضاً في الصواريخ المضادة للسفن والمتميزة بخاصية قشد البحر Sea-skimming. وتم استخدام المواد الاصطناعية المتقدمة مثل الألياف الزجاجية في النسخة H/PJ26 بدرجة أكبر بكثير من النسخة الأصلية AK-176، مما أدى إلى تخفيض الوزن بأكثر من 30٪ بحيث وصل الوزن إلى 11.5 طن للنسخة H/PJ26، في مقابل وزن يفوق 16.8 طن في النسخة AK-176.
ومن التحسينات الأخرى على تايب 054A عن تايب 054 الأصلي (فضلا عن السفن الأقدم الأخرى في سلاح البحرية التابع لجيش التحرير الشعبي)، نظم المعلومات الخاصة به (IS) لمراقبة الصيانة والمخزون، التي توفر -وبشكل تلقائي- معلومات للمرافق القائمة على الشاطئ أو سفن الإمداد عن إحتياجاتهامن القطع بكافة التفصيلات، مما يتمم توريد هذه القطع بشكل أسرع. ونيجة لهذا يتم تخفيض الوقت اللازم للصيانة والإصلاح إلى قدر صغير مما هو عليه بالنسبة للسفن القديمة غير المستفيدة من هذا النظام (IS System).
ويحتفظ تايب 054A بمميزات الشبحية السابقة، بما في ذلك تصميم البدن المنحدر، والمواد الماصة للرادار، وغيرها من خصائص الشبحية.

## النسخة +Type 054A
في عام 2009 وبدءاً من السفينة السابعة عشر من هذه الفئة، والتي تم تدشينها من حوض بناء السفن Huangpu Shipyard ظهرت نسخة محسنة من الفرقاطة وتم استبدال نظام أسلحة القتال القريب طراز Type 730 CIWS ذو السبطانات السبعة بطراز Type 1130 ذو الإحدى عشر سبطانة، والأعلى قدرة وكفاءة من سلفه. وبشك غير رسمي تمت تسمية النسخة المحسنة من الفرقاطة باسم  +Type 054A. وقد ذكرت تحسينات أخرى على النسخة الأصلية Type 054A تشمل دمج سونار متغير العمق، وصفيف سونار مسحوب. 

وسيتم تجهيز النسخة التالية من الفرقاطة Type 054B بنظام دفع كهربائي كامل.

## العمليات
حظيت الفرقاطة تايب 054A بالانتشار التشغيلي الأول في خليج عدن، وذلك عندما أبحرت FFG-570 Huangshan كجزء من أسطول المرافقة/مجموعة المهام 167 في الثاني من أبريل 2009. وقد وصل أسطول المرافقة هناك في 13 أبريل 2009 وشكل بنية الأسطول الأول/مجموعة المهام 169 في 15 أبريل 2009. ومنذ لك الحين تم نشر 11 فرقاطة من الفئة تايب 054ِA بخليج عدن من للضطلوع بعمليات مكافحة القرصنة.

وقبل اندلاع الحرب الأهلية في ليبيا مباشرةً، تم نشر الفرقاطة FFG-530 Xuzhou من عمليات مكافحة القرصنة في خليج عدن إلى المسلعدة في إجلاء الرعايا الصينيين من ليبيا.

وفي يناير 2014، أُعيد نشر الفرقاطة FFG-546 Yancheng من عمليات مكافحة القرصنة في خليج عدن إلى شرق البحر الأبيض المتوسط، وذلك لمرافقة الأسلحة الكيميائية السورية المقرر تدميرها.

## التصدير
وفقا لتقديرات ديبلومات "The Diplomat"، فإن تكلفة الفرقاطة الواحدة من الفئة تايب 054A تبلغ 348 مليون دولار أمريكي.

### تايلاند
في فبراير 2013، عرضت الصين على تايلاند أن تبيعها ثلاث فرقاطات من الفئة تايب 054A مخصصة لتايلاند تحت اسم ("054T") بصفقة قيمتها 30 مليار باهت تايلندي (1 مليار دولار أمريكي). ومع ذلك، فقد أفادت التقارير في أبريل 2013، أن كوريا الجنوبية هي من فازت في مناقصة الفرقاطة الخاصة بالبحرية التايلاندية الملكية وذلك بمدمرة معدلة واحدة الفئة Gwanggaeto the Great بتكلفة 13 مليار باهت تايلندي.

### روسيا
في أوائل عام 2015، تمت الإفادة بأن روسيا قد تنظر في شراء تايب 054A لبحريتها.

### باكستان
في 3 يونيو 2018، نشر الموقع العسكري المتخصص Jane's 360 -والذي تصدر عن مؤسستة العديد من الدوريات والتقارير العسكرية- خبراً عن توقيع باكستان على فرقاطتين «إضافيتين» من فئة تايب 054A مع بيان أن باكستان ستشغل أسطول من أربع فرقاطات من هذه الفئة بحلول عام 2021.

## معرض صور لفرقاطات الفئة

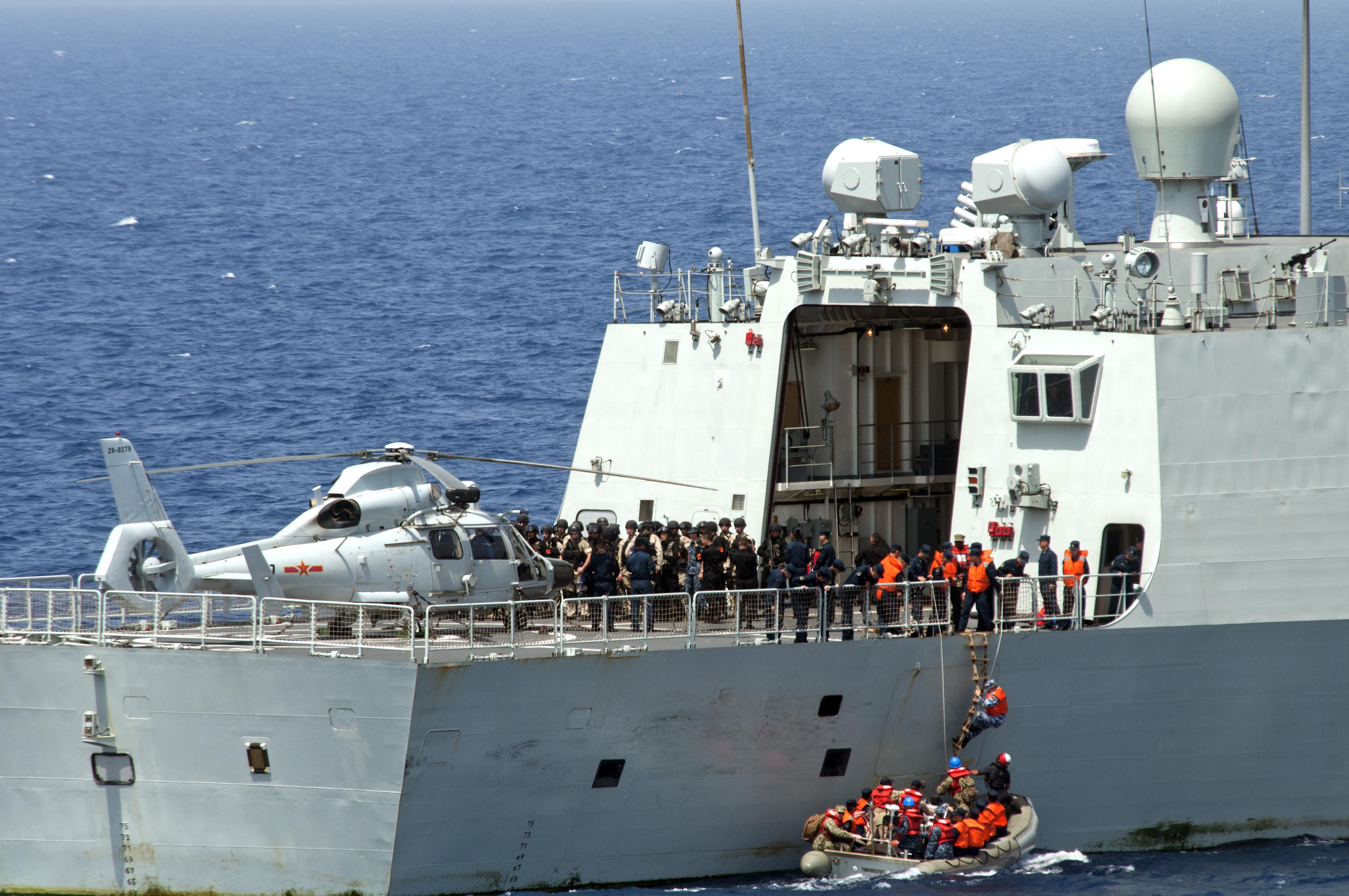
الفرقاطة Yiyang 548 أثناء صعود بحارة البحرية الأمريكية للإجتماع قبل إجراء عملية ثنائية لمكافحة القرصنة. يُشاهد بالصورة المروحية هاربين زد-9
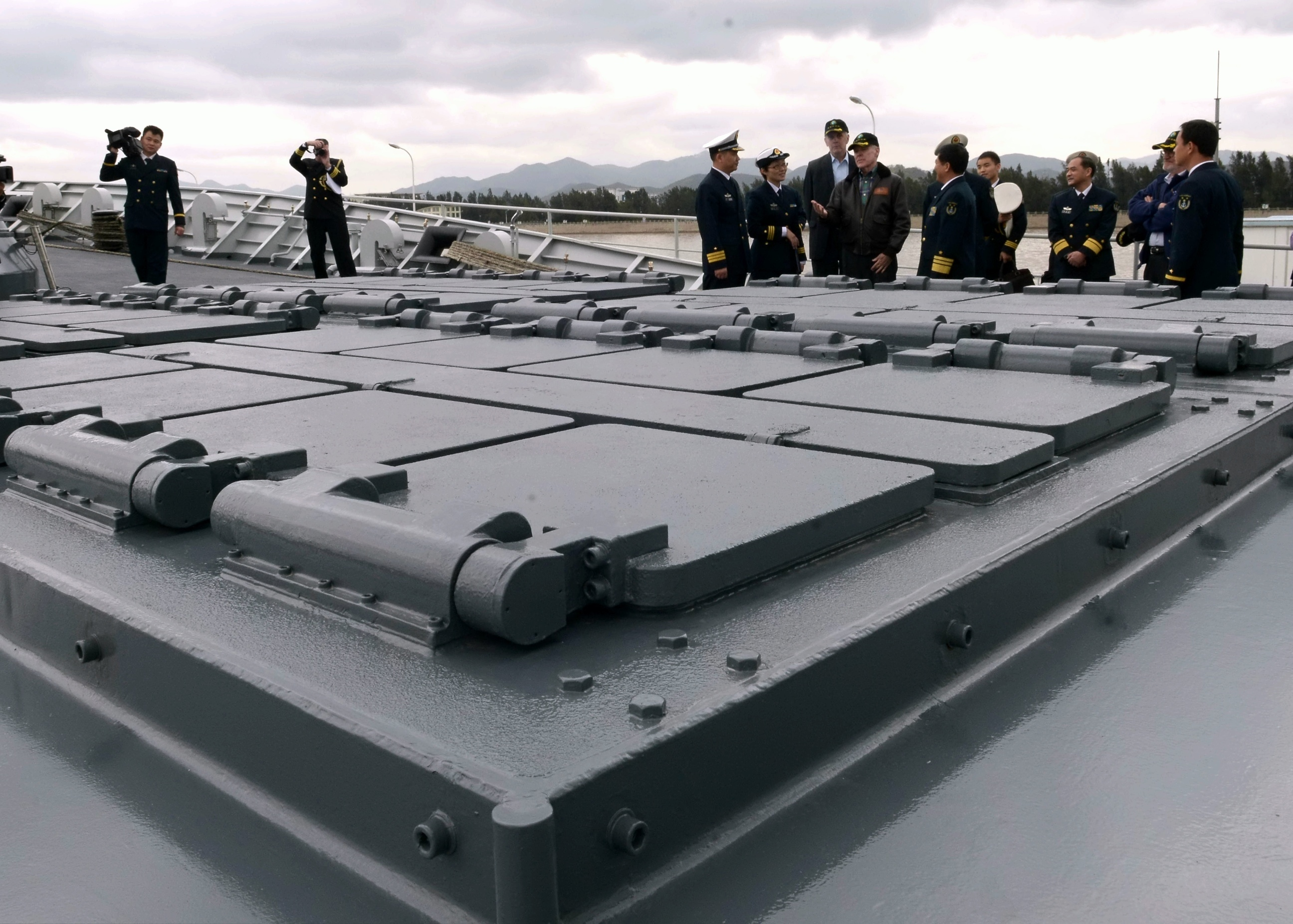
القاذفات العمودية لصواريخ سطح-جو HQ-16 VLS على متن الفرقاطة Xuzhou
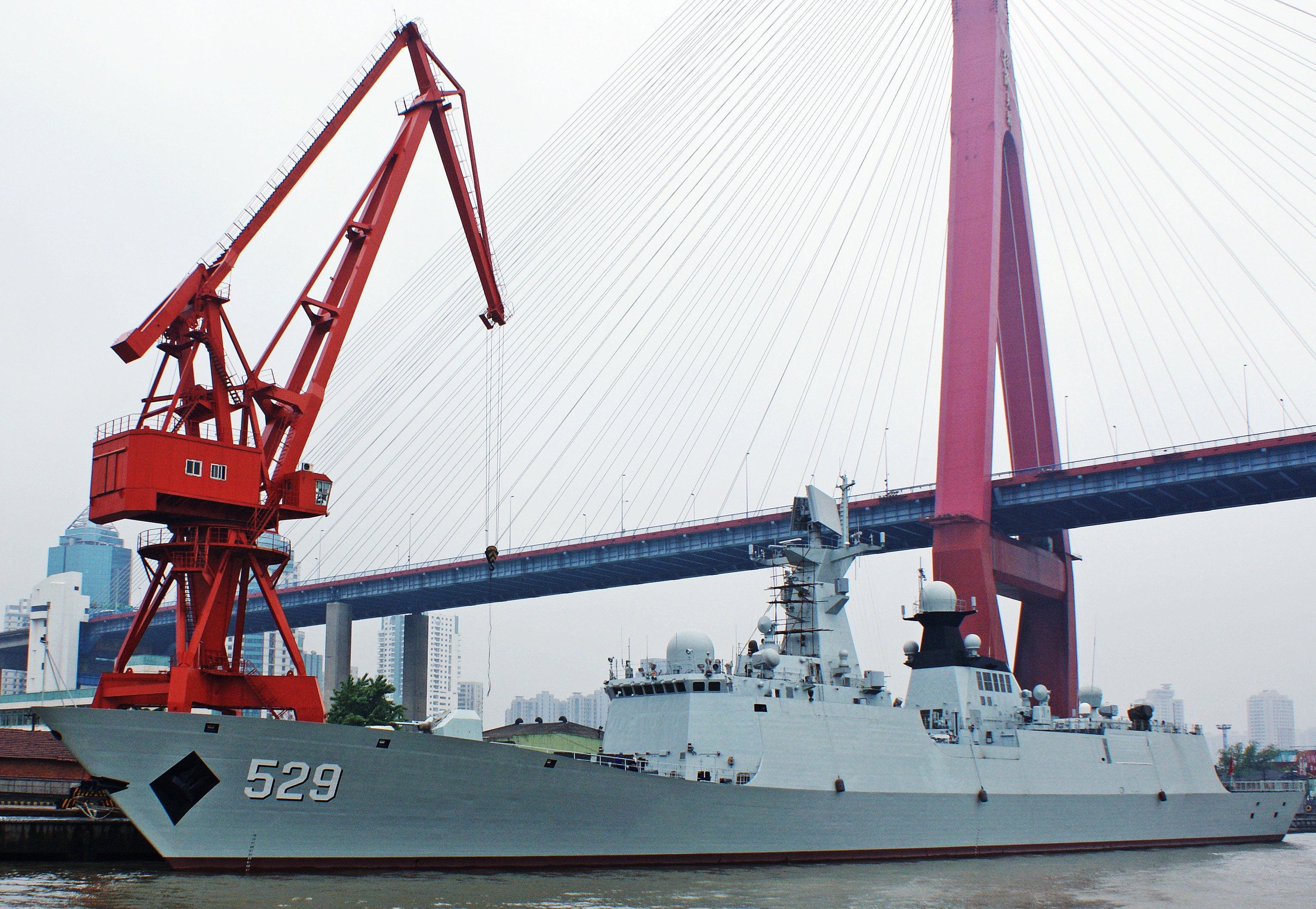
الفرقاطة Zhoushan 529 راسية على نهر هوانج بو في شنجهاي

## سفن للمقارنة
سفن مماثلة في الدور والحجم:
- فرقاطة أدميرال جريجوروفيتش
- فرقاطة أدميرال جورشكوف